# كأس ملك إسبانيا 1906
كأس ملك إسبانيا 1906 (بالإسبانية: Copa del Rey de Fútbol 1906) هو موسم من كأس ملك إسبانيا. أقيم بتاريخ 1906، وفاز فيه ريال مدريد.